# Massif de Murumendi
Le massif de Murumendi se situe dans la province du Guipuscoa, dans les Montagnes basques.
Ses sommets principaux sont Mallutz (752 m), Iruntxur (743 m) et Murumendi (868 m) dont le massif prend le nom.

## Sommets

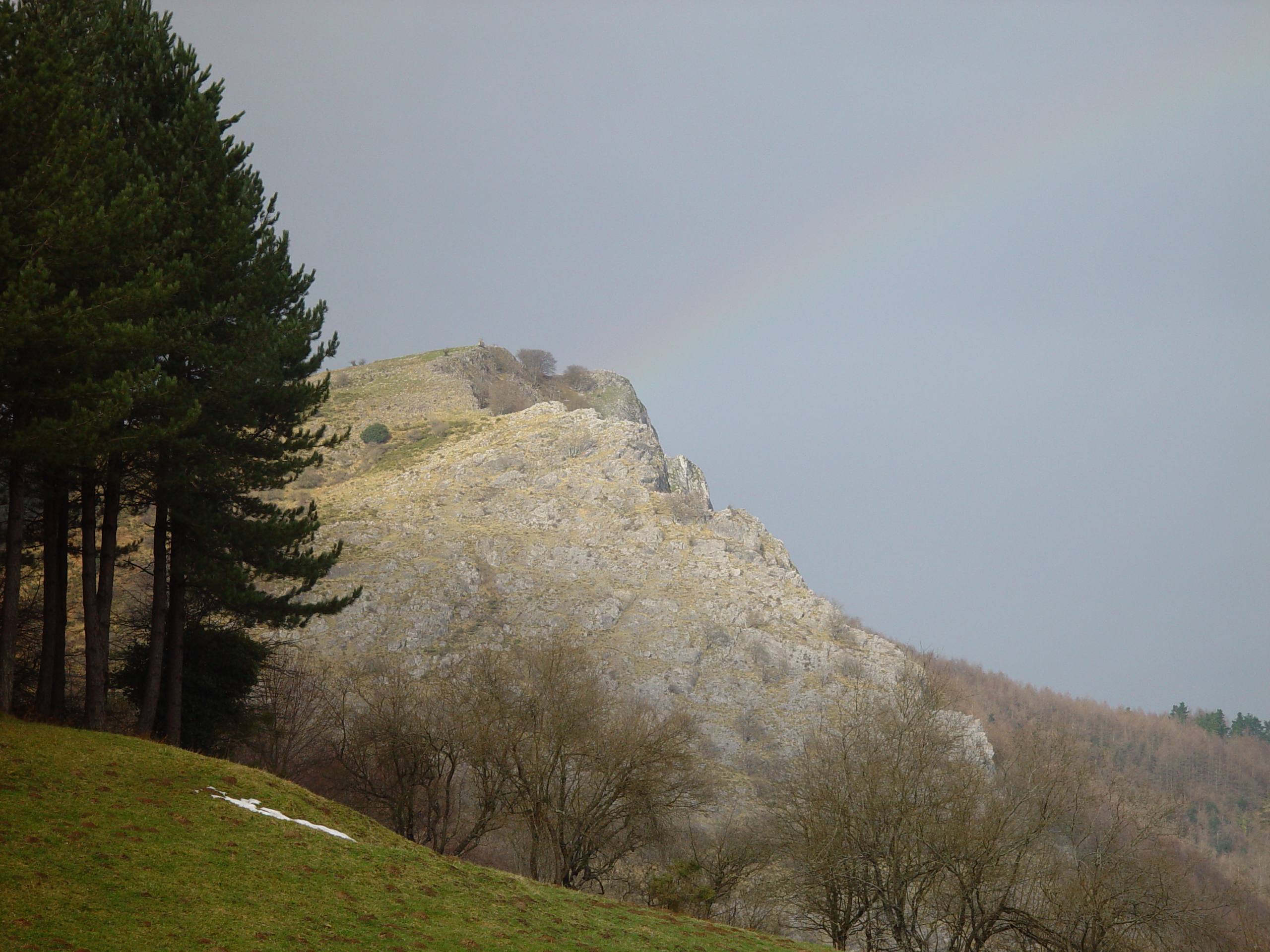
Sommet du Murumendi

- Murumendi, 868 m 43° 05′ 29″ nord, 2° 12′ 09″ ouest
- Arrapaitz, 815 m 43° 05′ 19″ nord, 2° 12′ 27″ ouest
- Murutxiki, 805 m 43° 05′ 22″ nord, 2° 12′ 35″ ouest
- Urrezparatz, 792 m 43° 05′ 06″ nord, 2° 12′ 24″ ouest
- Txoritegi, 790 m 43° 05′ 25″ nord, 2° 13′ 30″ ouest
- Atxipimendi, 778 m 43° 05′ 39″ nord, 2° 12′ 20″ ouest
- Mallutz, 769 m 43° 06′ 54″ nord, 2° 10′ 42″ ouest
- Portamosegi, 759 m 43° 05′ 16″ nord, 2° 13′ 11″ ouest
- Mallutz, 752 m 43° 04′ 44″ nord, 2° 12′ 30″ ouest
- Aiztar, 749 m 43° 05′ 42″ nord, 2° 13′ 25″ ouest
- Iruntxur, 743 m 43° 06′ 54″ nord, 2° 08′ 53″ ouest
- Zormendi, 742 m 43° 04′ 25″ nord, 2° 12′ 29″ ouest
- Mendiburu, 731 m 43° 04′ 58″ nord, 2° 11′ 55″ ouest
- Maramendi, 721 m 43° 06′ 21″ nord, 2° 11′ 45″ ouest
- Ermosoroeta, 711 m 43° 04′ 54″ nord, 2° 11′ 38″ ouest
- Usurbe, 703 m 43° 03′ 57″ nord, 2° 12′ 14″ ouest
- Arritarte, 696 m 43° 04′ 34″ nord, 2° 11′ 11″ ouest
- Txarabeltz, 692 m 43° 06′ 21″ nord, 2° 13′ 50″ ouest
- Pagobakar, 673 m 43° 04′ 04″ nord, 2° 12′ 57″ ouest
- Zaratemendi, 663 m 43° 06′ 02″ nord, 2° 12′ 02″ ouest
- Antxintxurdi, 658 m 43° 05′ 23″ nord, 2° 14′ 10″ ouest
- Biruin, 648 m 43° 04′ 02″ nord, 2° 13′ 12″ ouest
- Asti, 604 m 43° 03′ 51″ nord, 2° 13′ 18″ ouest
- Moteko Punta, 486 m 43° 04′ 35″ nord, 2° 14′ 02″ ouest